# Laitila
Laitila (Zweeds: Letala) is een gemeente en stad in de Finse provincie West-Finland en in de Finse regio Varsinais-Suomi. De gemeente heeft een landoppervlakte van 531,87 km² en telt 8.366 inwoners (2022).

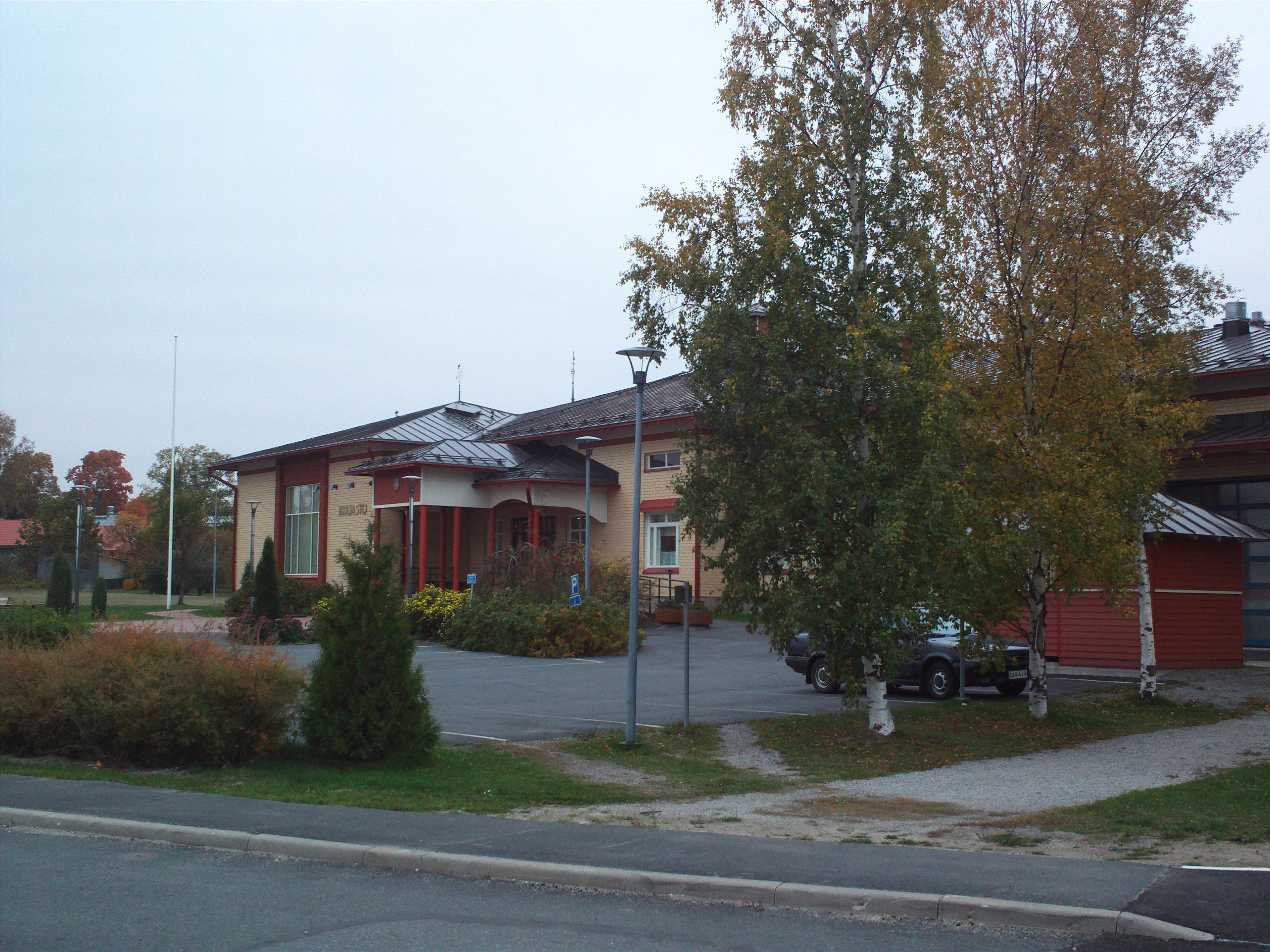
Openbare bibliotheek
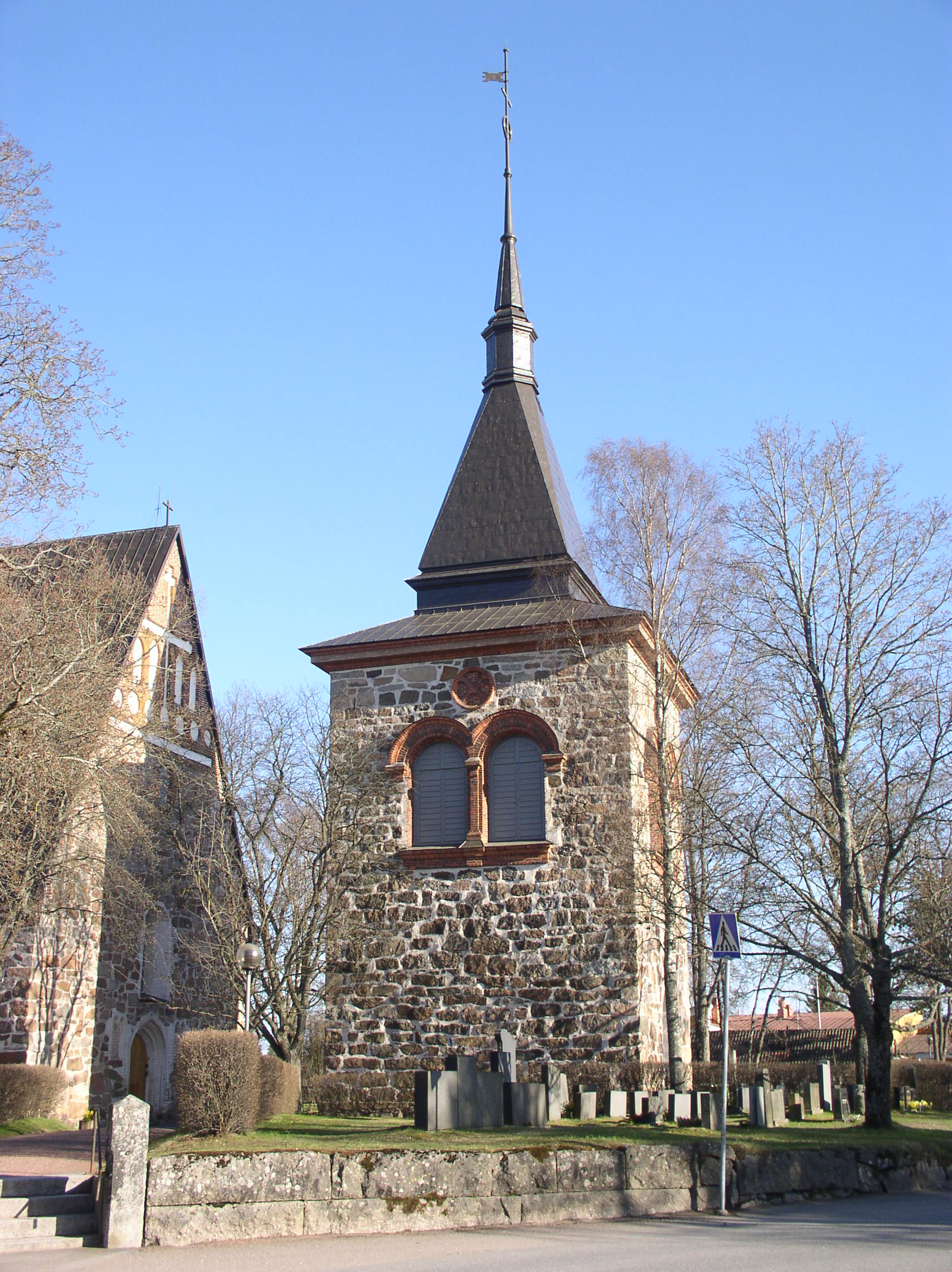
Kerk in Laitila